# Heinrich Steinhowel
Heinrich Steinhöwel (Weil der Stadt, 1412 — Ulm, 1 de março de 1479) foi humanista, médico, tradutor e literato alemão. Suas traduções de tratados médicos e de ficção foram uma importante contribuição ao Humanismo Renascentista na Alemanha.

## Biografia
Heinrich Steinhöwel estudou na Universidade de Viena, em 1429, onde recebeu seu diploma de Bacharel em Artes em 13 de Julho de 1432, e eventualmente o seu Grau de Mestrado, em 1436.  Em 1438, se mudou para Pádua onde estudou direito canônico, porém, mais tarde se dedicou à medicina.  Formou-se em 1440, e em 1442 tornou-se reitor acadêmico em Pádua, em 1444, lecionou na Universidade de Heidelberg na qualidade de rector magnificus.
Em 1449, atuou como médico em Esslingen e também na cidade de Ulm um ano depois.  Pouco depois de 1460 tornou-se médico pessoal de Eberhard I, Duque de Württemberg.

## Fábulas de Esopo
A fama de Heinrich é oriunda, todavia, devido à sua tradução de uma descrição biográfica e legendária sobre a vida de Esopo e das Fábulas de Esopo, que ele traduziu para uma versão latino-germânica chamada "Ulmer Aesop", publicada pela primeira vez em 1476.  Em 1477-78 ele publicou em Augusburg do editor e impressor alemão Günther Zainer († 1 de Outubro de 1478), uma ampla edição das Fábulas de Esopo com muitas gravuras.  Em 1480 novamente ele publicou uma tradução alemã das Fábulas de Esopo baseada nas obras de Aviano, Bábrio, Rômulo e uma versão atribuída ao rei Alfredo, O Grande, da Inglaterra, que inspiraram outras traduções nos séculos posteriores em vários idiomas em todo o mundo.
Heinrich também traduziu muitas obras de Petrarca e de Boccaccio.  Em 1473 ele publicou uma versão traduzida da obra de Boccaccio "De mulieribus claris", impresa por Johann Zainer em Ulm.  Ele também traduziu histórias baseadas em materiais dos trabalhos escritor por Poggio Bracciolini e Pedro Alfonso.  Suas obras se tornaram muito populares não apenas na Alemanha mas também na Inglaterra, França e Holanda.  Heinrich foi o centro de um círculo de humanistas alemães.

## Obras principais
- Historie von der Kreuzfahrt Herzog Gottfrieds. (Tradução de R. Monachus, Autorschaft zweifelhaft), 1461.
- Apollonius von Tyrus - Bibliotheca Augustana.  Esta obra foi publicada pela primeira vez por Gintherus Zainer von Reutlingen em Antuérpia, in 1471.
- Tütsche Cronica. (Crônica Alemã) 1473.
- Büchlein der Ordnung der Pestilenz. (Regimen Pestilentiae), (Tratado sobre as Epidemias) 1473.
- Griselda. (Francesco Petrarca), 1473.
- Von den synnrychen erluchten wyben. (baseado na obra de Boccaccio De mulieribus claris), 1473.
- Spiegel menschlichen Lebens. "Espelho da Vida Humana" (segundo a obra Speculum humanae vitae de Rodriguez Sánchez de Arévalo), 1475.
- Fábulas de Esopo 1476/77, sua obra mais importante
- Decameron - Giovanni Boccaci